# Pavel Molnar

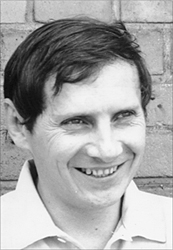
Pavel Molnar (2006)

Pavel Molnár (Molnar) (* 8. Februar 1940 in Vojnice, Slowakei) ist ein bedeutender europäischer Glasbläser, Glaskünstler und Pionier der Studioglasbewegung. Er lebt heute im böhmischen Český Krumlov (Krumau), Tschechien.

## Biographie
Nach dem Gymnasium besuchte Pavel Molnar die Glasfachschule in Železný Brod. 1965 siedelte er nach Deutschland um. Hier arbeitete er zunächst als Laborglasbläser in der Industrie. Ab 1967 schuf er künstlerische Arbeiten.
Molnar gründete 1968 eine eigene Werkstatt in München und war freiberuflich als Kunstglasbläser im Deutschen Museum in München tätig.
Dem Umzug im Jahr 1977 nach Barsbüttel, wo im selben Jahr eine Werkstatt mit eigenem Hafenofen entstand, folgte im Jahr 1981 die Einrichtung einer Ausbildungsstätte für Glasherstellung und Glasblasen vor der Lampe.
Zwei Jahre später erhielt Molnar einen Lehrauftrag in Stanwood (Washington), USA (Pilchuck Glass School). 1990 nahm er an dem Internationalen Glas-Symposium in Gus-Chrustalny (GUS) teil. 1991 nahm er einen Lehrauftrag an der Sommerschule Sars-Poteries (Frankreich) wahr.

## Auszeichnungen
- 1974 – Jahrespreis der Danner'schen Kunstgewerbestiftung München.
- 1981 – Bayerischer Staatspreis – Goldmedaille der Internationalen Handwerksmesse München
- 1985 – Zweiter Preis der Süßmuth Glaskunsttage.

## Werk
Die Vasen und Glasobjekte von Pavel Molnar erscheinen wie natürlich gewachsene vegetative Stein- oder Kristallformen.
Bis zum Jahr 1979 praktizierte der Künstler vorwiegend das Glasblasen vor der Lampe, danach schuf er auch Arbeiten in der sogenannten Hüttentechnik am Ofen. In der Regel kombiniert er beide Techniken und wendet daneben auch die Sandstrahltechnik an. Ferner entwickelte er neue Ideen für die Farbgebung durch spezielle Mischungen von Metalloxyden sowie durch Kombination der unterschiedlichen genannten Techniken.
Arbeiten von Pavel Molnar sind unter anderem in folgenden öffentlichen Sammlungen zu finden:
- Berlin, Kunstgewerbemuseum
- Coburg, Kunstsammlung der Veste
- Corning, NY, The Corning Museum of Glass
- Düsseldorf, Kunstmuseum; Frauenau, Wertheim
- Ebeltoft/Dänemark, Glasmuseum
- Hamburg, Museum für Kunst und Gewerbe
- Hannover, Kestner-Museum
- Karlsruhe, Badisches Landesmuseum
- Tokyo, Kyoto/Japan, National Museum of Modern Art
- Leipzig, Grassi-Museum; London, Victoria & Albert Museum
- München, Stadtmuseum
- Rotterdam, Museum Boymans-van-Beuningen
- Schleswig, Schleswig-Holsteinisches Landesmuseum, Schloss Gottorf
- Sapporo/Japan, Hokkaido Museum of Modern Art
- Stuttgart, Württembergisches Landesmuseum
- Lausanne, Musée des arts decoratifs.

## Ausstellungen
Seit 1974 in Galerien und Museen im In- und Ausland, u. a.:
- 1977 seither Teilnahme an der Weihnachtsmesse für Kunsthandwerker im Museum für Kunst und Gewerbe, Hamburg
- 1977 Hamburg, Galerie „L“

Coburg, Kunstsammlungen der Veste
- 1980 Karlsruhe, Badisches Landesmuseum: Glas - Silber

Kyoto, Tokyo, National Museum of Modern Art: Contemporary Glass Europe & Japan
- 1982 Frauenau, Wertheim, Glasmuseum: Retrospektiv-Ausstellung
- 1983 Lübeck, Museum am Dom: Kunsthandwerk in Schleswig-Holstein, Bad Oldesloe, Stormarnhaus

Düsseldorf, Kunstmuseum: Neues Glas in Deutschland
Paris, Galerie Atelier d'Amon
- 1985 Budapest, Ernst-Museum: Kunsthandwerk aus Hamburg

Rouen, Musée des Beaux Arts: Art du Verre
Kobe, Japan, Hyogo Präfekturmuseum für Moderne Kunst:
Kunsthandwerk aus Hamburg und Norddeutschland
Sapporo, Japan, Hokkaido Museum of Modern Art:
World Glass Now
- 1986 Tokyo, Matsuya Ginza Departmentstore: European Crafts Today
- 1987 Lathrup Village/USA, Habatat galleries
- 1989 Worpswede, Galerie Kunsttreff

Liege, Generale dc Banque: Contemporary European Sculptures
- 1990 Luxemburg, Galerie Danika

Moskau/GUS, Glasmuseum Gus-Khrustalny
- 1991 New York, Miller Galerie

Paris, Galerie L'Eclat du Verre
Wien, Galerie Klute
- 1992 Metz/Frankreich, Maison de la Culture "Sculptures contemporaines

en cristal et en verre des pays du Marché Commun", Générale e Banque, Liege, Belgien
San Francisco/USA, Composition Gallery

## Bibliographie (Auswahl)
- G. Nicola: Kombination: Lampengeblasenes und Ofenglas, Arbeiten von Pavel Molnar und Theodor Sellner. In: Neues Glas. 3/1984, S. 140 f., Abb. 48, 51
- Kimio Nishimura, Pavel Molnar: Glass Art. Vol. 11, Art-Sha Co., Osaka 1987, S. 3–11 (japanisch)
- Jan Walgrave: Glas van drinkbeker tot Kunstobject. Provinciaal Museum Sterckshof, Antwerpen 1990, S. 192–193.
- Kanazawa Competition (Hrsg.): The International Exhibition of Glass. Kanazawa 90, Japan, S. 84.
- Kurata Kimihiro: Glass Fantasy, from Art Nouveau to the present day. Kyoto, Shoin Co., Abb. 212–213.
- All about Glass. Shinshusha Co., Tokyo 1992.
- The Survey of Glass in the World. Vol. 5, compiled by Tsuneo Yoshimizu. Kyuryudo Art Publishing Co., Tokyo 1992, S. 57, 115.
- E. Fuchs-Belhamri: Zeitgenössisches Kunsthandwerk in Schleswig-Holstein. Boysen Verlag, Heide/Holst. 1992.
- Rita Wildegans: Kunstsommer Stormarn. Kulturstiftung Stormarn, 1992.
- I. J. Borowsky: Artists confronting the Inconceivable. American Interfaith Institute, Philadelphia 1992.